# Michael Forgeron
Michael Joseph Forgeron (ur. 24 stycznia 1966 w Main-à-Dieu) – kanadyjski wioślarz. Złoty medalista olimpijski z Barcelony.
Brał udział w igrzyskach (IO 92, IO 96). W 1992 wspólnie z kolegami triumfował w ósemce.